# Пустомити (Луцький район)
Пустоми́ти — село в Україні, у Луцькому районі Волинської області. Входить до складу Горохівської міської громади.

## Географія
Пустомити розташовані за 15 км від центру громади м. Горохів та за 50 км від обласного центру — м. Луцьк, за 5 км від траси обласного сполучення Луцьк-Львів. До найближчої залізничної станції в с. Звиняче 11 км.
Колишній центр сільської ради. В адміністративному підпорядкуванні знаходились села Зеленолужне, Уманці. Станом на 1 січня 2009 року в селі налічується 183 двори та 600 чоловік проживає.
На території села Пустомити знаходиться 57 га хвойного лісу. З корисних копалин є пісок, глина, біла крейда (Пустомитівське родовище). Знаходиться на території села законсервована газова свердловина.
На північно-східній околиці села бере початок річка Полонка.

## Історія
Територія села Пустомити була заселена здавна. Про це свідчить той факт, що в 19 ст. знайдено кремнієву та поліровану сокири, а в 20 ст. ще одну кремнієву сокиру та шкребачки.

### XVI—XVIII століття
Першу письмову згадку про Пустомити знаходимо в архівних актах другої половини XV ст. У жалованій грамоті князя Свидригайла Ольгердовича Івану Мушаті на Шклінь в Луцькому повіті, завіреній 5 листопада 1445 р. у Луцьку, визначено межі села Шклінь прилеглими до нього територіями, які простягувалися «від Склиня до Блудова, від Десятини і знову до Склиня по високу могилу, яка пролягала до Пустомит..,»
В першій половині 16 ст. село Пустомити належить до церковних маєтків м. Володимир-Волинського. В «Географічному словнику Польського королівства» читаємо, що у 1570 році село було власністю поляка Вальтера Гнеуша, який мав під собою 663 селян і 84 будинки. На Колонії було 63 будинки та мешкало 1064 мешканці.
У 17 ст. по Україні рухається хвиля народних виступів проти Польської шляхти, де Пустомит також не були винятком. У 1651 році село було спалене повсталим народом і в 1653 р. знову відновлене.
Далі про минуле Пустомит ми дізнаємося із з церковних відомостей Луцького повіту за 1797 рік.
У них говориться, що на території села знаходиться 73 двори, де проживає 432 селян, з них 197 чоловік та 225 жінок. В цей час зазнає розквіту церква. Вона накладає на селян податки і визначає місце та обсяг роботи.

### XIX століття
У 1859 році село належить поміщику Ротермунду. В цей час нараховується 49 дворів та 395 жителів.
У Волинській духовній консисторії, клірованих відомостях церков Володимирівського повіту за 1860 рік зазначається, що в Пустомитах на той час існувала церква, побудована невідомо ким. Будова дерев'яна. Далі дізнаємося, що мала 1625 сажень городньої землі, 40 десятин 1331 сажень орної та 30 сажень сінокісної.
Із «Географічного словника Польського королівства» дізнаємося, що у 1888 році польський король Зигмунт віддав у користування своєму писареві Михайлу Семашку Пустомити, Свинюхи та Войнин разом з іншими присілками. У 1892 році дерев'яна Різдва Богородична церква с. Пустомити приписана до Михайлівської церкви с. Блудів.

### XX століття
У 1906 році село Свинюської волості Володимир-Волинського повіту Волинської губернії. Відстань від повітового міста 47 верст, від волості 8. Дворів 95, мешканців 1000.
5 липня 1909 року в село Пустомити Володимир-Волинського повіту прибув загін поліції в складі 63 поліцейських на чолі із повітовим справником, в результаті чого 15 селян за випас худоби в панському лісі було заарештовано.
1911 року до великої земельної власності в Пустомитах належало 646 десятин.
У 1914 році нашу землю потрясла страшна звістка — розпочалася Перша світова війна. Сколихнула вона і наше село. З приходом австро-угорських військ частина населення була евакуйована. Через село проходила лінія фронту. Багато горя принесла в сім'ї пустомитців ця війна, бо не повернулися додому у сім'ї із тилу, не повернулися з війни, зруйновано багато будівель і церкву. На території села були поховання німецьких і російських солдат. Після закінчення Першої світової війни німці забрали на батьківщину останки своїх воїнів, росіяни — своїх.
З 1917 по 1919 рік на території села владу у своїх руках тримали більшовики.
З 1919 по 1939 роки село було під владою Польщі.
1928-1929 роки. В селі Пустомити, гміни Свинюхи діє початкова 4 річна школа, яка була знищена німцями на початку Німецько-радянської війни в 1941 році. Ця гора, на якій знаходилася школа, називають в народі Шкільною. Була школа і в колонії Пустомит. В наш час[коли?] там знаходиться Дім молитви християн віри Євангелівської.
У 1923 році Самуель Віде збудував в селі вітряк, на якому працював 1 робітник. Його потужність була 50 кг/зміну.
У червні 1941 року біля с. Пустомити дві невеликі групи прикриття 622-го полку під командуванням політрука А. К. Лихограя та сержанта А. Черткова три години стримували дві ворожі автоколони, давши за цей час відійти основним силам 124-ї стрілецької дивізії.
В кінці червня 1941 року село було окуповано німецько-нацистськими загарбниками. А звільнене 13 липня 1944 року.
У центрі села поблизу Будинку культури у 1981 році було побудовано обеліск 82-ом воїнам-односельчанам, які загинули в роки Великої Вітчизняної війни. Їхні імена внесені до Книги Пам'яті України Волинська область
Нині в селі шанують ветеранів, учасників бойових дій. З вдів, чоловіки яких загинули на війні, на сьогоднішній день не залишилося жодної.
Зараз проживають в селі 16 синів і дочок, батьки яких загинули на війні. Це вже 70-80-ти річні дідусі та бабусі, які мають уже внуків та правнуків.
Після проведеної у 1948 році у селі внаслідок колективізації утворився колгосп, який носив назву «4-та П'ятирічка», у 1978 році було засновано колгосп ім. Дзержинського, у 1992 році колгосп ім. Дзержинського було реорганізовано у СВК «Мир».
У 80-90-ті роки минулого століття була здійснена велика програма соціального та економічного розвитку села. Проведено благоустрій загального стану автотракторного парку, території ферми, споруджено дитячий садок в селі Пустомити, побудовано 10 кілометрів доріг з твердим покриттям, прокладено 10 км водогону. В 1979 році в селі Пустомити була побудована нова двоповерхова школа, де навчається понад 100 учнів. У 2008 у село було проведено природний газ.

### Наші дні
У 1992 році в селі Пустомити була відкрита новозбудована церква Різдва Пресвятої Богородиці Київського Патріархату.
У 2008 році в селі була створена футбольна команда «ФК ТіС Маркет».
12 червня 2020 року, відповідно до розпорядження Кабінету Міністрів України № 708-р «Про визначення адміністративних центрів та затвердження територій територіальних громад Волинської області», село увійшло в склад Горохівської міської громади.
19 липня 2020 року, в результаті адміністративно-територіальної реформи та ліквідації Горохівського району, село увійшло до складу новоутвореного Луцького району.

## Населення
Згідно з переписом УРСР 1989 року чисельність наявного населення села становила 683 особи, з яких 306 чоловіків та 377 жінок.
За переписом населення України 2001 року в селі мешкала 641 особа.

### Мова
Розподіл населення за рідною мовою за даними перепису 2001 року:
| Мова       | Відсоток |
| ---------- | -------- |
| українська | 99,69 %  |
| вірменська | 0,16 %   |
| російська  | 0,16 %   |

## Інфраструктура
На території Пустомитівської сільської ради діє відділення зв'язку, ФАПи в с. Пустомити та с. Уманці.
В селі діє будинок культури. Працює бібліотека.
У 2008 у село було проведено природний газ.

## Спорт
У 1986 році і до кінця 90-их років існувала футбольна команда «Козак», найкращі досягнення якої 4-те місце в першості району серед більш ніж 30 команд. Найбільше сезонів у її складі відіграли жителі села Ковальчук Володимир, Зеленський Ярослав, Обозовський Валентин, Обозовський Андрій, Кацавальський Богдан.
У 2008 році в селі була створена футбольна команда «ФК ТіС Маркет», яка уже три сезони виступає у ІІ районній футбольній лізі. Найкращим результатом є 4 місце у сезоні 2008 року. Її кольори захищають місцеві жителі: Обозовський Андрій, Зварко Іван, Костюк Микола, Костюк Тарас, Харчук Мирослав, Федонюк Микола, Лобоцький Михайло, Грех Богдан, Шевчук Богдан, Сапіга Іван, Зубатий Геннадій, Трушніков Богдан, Кравчук Олександр та ін.

## Особистості
- Сидорчук Петро Григорович — кандидат фізико-математичних наук, доцент, працює в Дрогобицькому Педагогічному університеті, самодіяльний художник;
- Сушицький Микола Григорович, полковник у відставці, перебував у Сирії, проживає у м. Києві;
- Скупейко Софія Андріївна, проживає і працює в м. Києві. Вчитель-методист спеціалізованої школи № 200;
- Полковник Гнура Георгій перебував у В'єтнамі
- майор Мельник Іван перебував на Кубі.
- У Афганістані несли службу жителі Марковський Віктор та Мальчевський Микола, котрий був поранений.